# Meteorologia forense

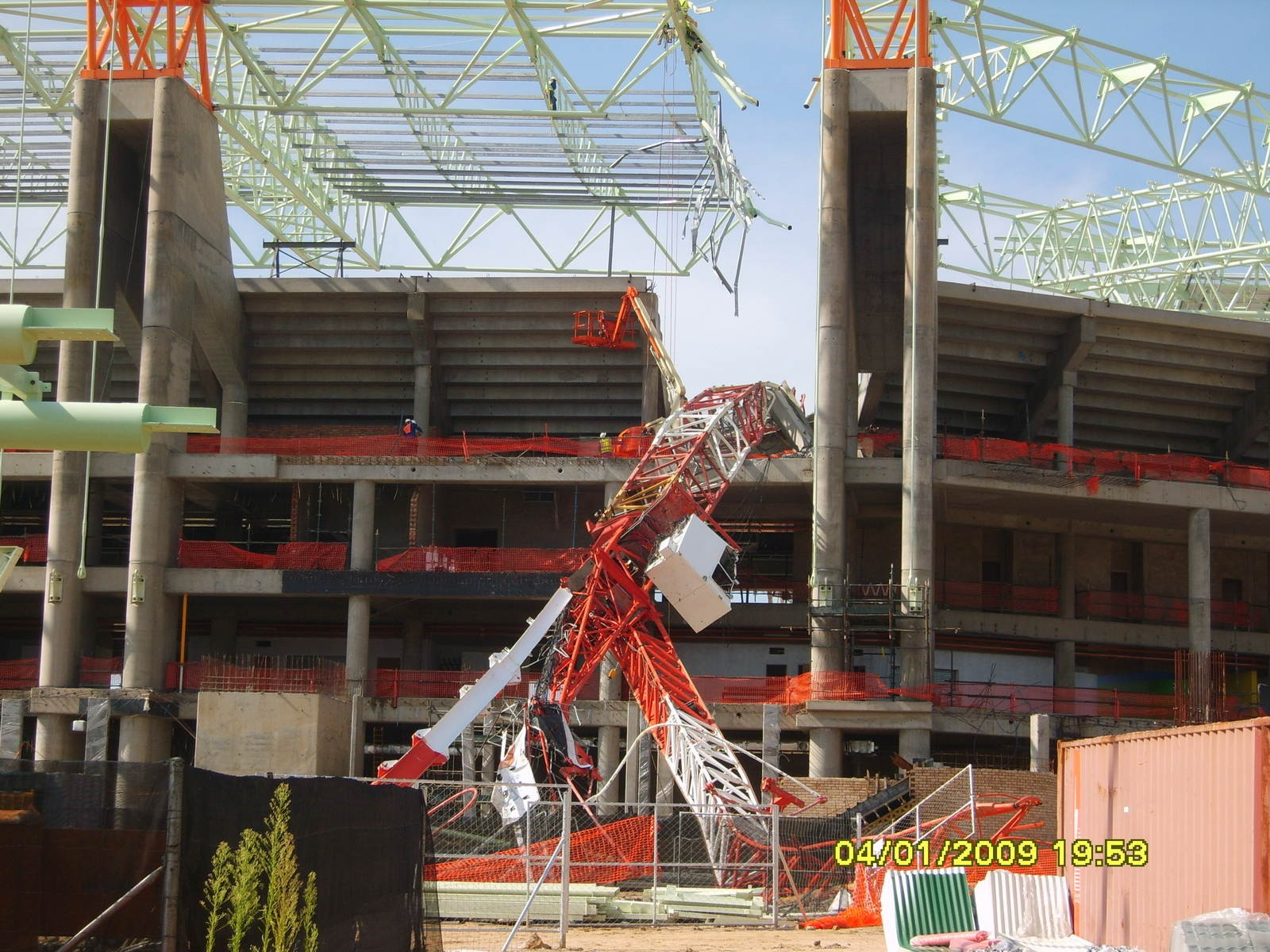
Danys produïts al Mbombela Stadium, a prop de Nelspruit (Sud-àfrica) la nit del 4 de gener de 2009, quan una tempesta inusual va fer caure una grua sobre altres elements de l'estadi en construcció.

La meteorologia forense és el procés de reconstrucció dels fenòmens meteorològics en un lloc determinat. Es realitza mitjançant la compilació d'informes, imatges de radar i de satèl·lit, i relats de testimonis. la meteorologia forense s'aplica en els casos judicials on intervenen o que impliquen esdeveniments pels quals es realitzen reclamacions mèdico-legals, d'assegurances o en investigacions criminals.
Els informes es demanen quan les condicions meteorològiques han estat un factor possible del desencadenament i l'afectació per danys, com en el cas de les caigudes de pedres i esllavissades després d'un aiguat, el gel, el vent, les inundacions, a més a més dels accidents d'aviació i nàutica i altres.
Quan es produeix un accident inusual, el meteoròleg forense determina la transcendència que va tenir la meteorologia en l'esdeveniment. Els meteorolegs poden ser cridats a declarar davant d'un jutjat, normalment exercint com a perits.
Hi ha estudis que apunten que quan les temperatures augmenten, l'activitat criminal també ho fa. Algunes ciutats tenen una taxa de criminalitat significativament més alta quan les temperatures són per damunt de la mitjana. El temps violent provoca un augment dels conflictes entre les persones. Els països en desenvolupament són propensos als conflictes i les guerres quan l'agricultura està amenaçada per les condicions de sequera i la calor.

## Història

### El terme
El terme meteorologia forense, s'atribueix al meteoroleg i consultor Conrad B. Gosset, que treballava en la resolució de reclamacions legals i que sovint va declarar a les sales de justícia com a testimoni expert, Va introduir el terme "Meteoròleg forense" a mitjans dels anys 60 i va participar pronunciant un discurs a la conferència anual de l'American Meteorological Society celebrada a Nova Orleans els dies 5 i 6 de novembre de 1976. El primer cop que s'usà el terme al New York Times, va ser en un article publicat en referència al treball de Gosset el 1982.

### El cas del llac dels Esquelets
En un dels casos de meteorologia forense més complicats, arran del descobriment d'esquelets humans al llac dels Esquelets (Skeleton Lake) a Roopkund, Índia l'any 1942, es va determinar que les restes es remuntaven a l'any 850 dC i es va observar que tots els cranis presentaven unes esquerdes profundes. El 2004, una expedició va determinar que una pedregada, inusualment potent, va ser, possiblement, la causa de totes aquelles morts. Registres històrics també van indicar que una altra pedregada mortal es va produir el 30 d'abril de 1888 als districtes del nord de l'Índia, i va causar la mort de 230 persones. Més recentment, pels volts del 31 de gener de 2013, una forta tempesta de pedra de 20 minuts de durada va colpejar sobtadament diversos pobles de l'estat d'Andhra Pradesh, al sud de l'Índia i va matar 9 persones.